# Thorpe (Nottinghamshire)
Pour les articles homonymes, voir Thorpe.
 (janvier 2024).
Thorpe est un village du Nottinghamshire, en Angleterre.